# Dean Edwards
Dean Sean Edwards (New York, 30 luglio 1970) è un attore, comico, doppiatore e cantante statunitense.

## Filmografia

### Cinema
- Marci X (2003)
- Tony N' Tina's Wedding (2004)
- A New Wave (2006)
- Universal Remote (2007)
- Spider-Man 3 (2007)
- Goyband (2008)
- April's Fools (2010)

### Televisione
- Melrose Place (1996)
- Celebrity Deathmatch (1998)
- Saturday Night Live (2001 - 2003)
- I Soprano (The Sopranos) (2004)
- Weekends at the D.L. (2005)
- Where My Dogs At? (2006)
- Robotomy (2010)
- Shrekkato da morire (Scared Shrekless) (2010)
- Thriller Night (2011)